# Escalier en pas d'âne

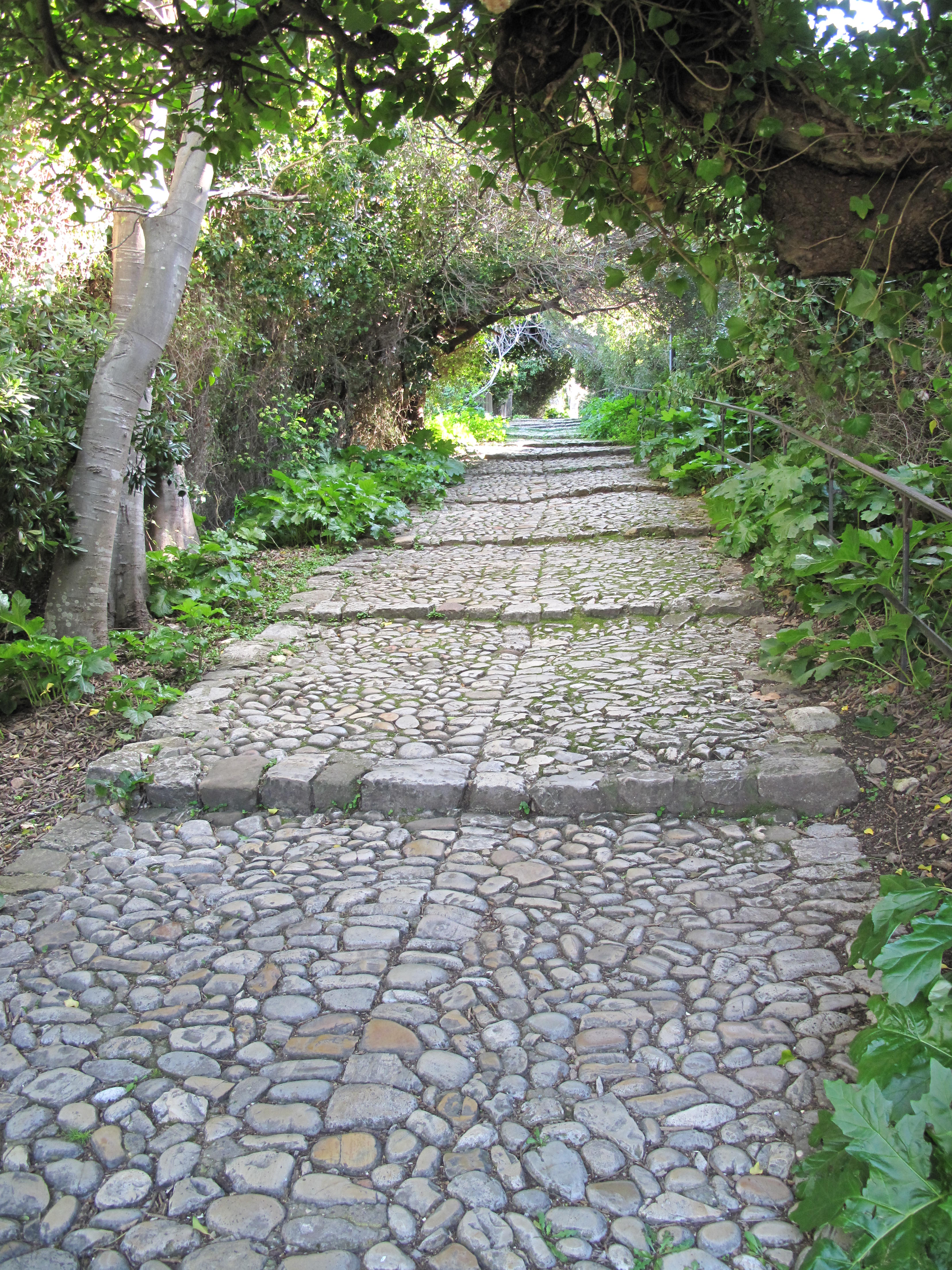
Escalier à pas d'âne sur l'île Sainte-Marguerite.

Un escalier en pas d'âne (ou en pas de mule ou encore à pas d'âne) est un escalier ayant un grand giron (profondeur de marche) combiné à une faible hauteur de marche .
Ces escaliers étaient destinés à faciliter le passage du bétail ou des animaux de trait. On les rencontre aussi surtout dans les parcs et les jardins . 